# أرانمانوث
أرانمانوث (أغسطس بالفرنسية القديمة، في الواقع: aranmanoch) هي رواية كتبتها آنا ماريا ماسوسي في عام 2000. وهي تنتمي إلى نوع الخيال على نفس خط الملك المنسي جودو، أيضًا للمؤلفة الإسبانية.

## القصة
السعي لتحقيق حلم مستحيل والرغبة في الحرية. في هذه الرواية بطلان. تتمنى أرانمانوش وويندومانوش تحقيق حلم طفولتها بالعودة إلى المكان الذي أتت منه والذي عاشت فيه مع شقيقتيها ووالدها عندما كانت طفلة. يُوصف هذا المكان الذي يطلقون عليه الجنوب بأنه مكان جميل ودافئ للغاية حيث تولد فيه العديد من الزهور وكروم العنب التي تشبه إلى حد كبير شعر ويندومانوث. في معظم أحداث الكتاب، تتمنى الشخصيتان الرئيسيتان، وخاصة هي، أن تكونا في تلك الأرض السحرية، وفي نهاية الرواية يشرعان في رحلة يائسة بدون اتجاه ثابت للعثور عليها، ويسألان الجميع إلى أين يمكنهم الذهاب.
ويمكن ذكر ما يلي كمواضيع ثانوية:
الزواج المدبر: يمكننا أن نرى كيف تصبح ويندومانوث زوجة أورسو دون أن تعرفه وهي في التاسعة أو العاشرة من عمرها بالكاد، في حين أن أورسو لديه بالفعل ابن في هذا العمر.
الحب: على الرغم من أن ويندومانوث هي زوجة والد أرانمانوث، إلا أنهما يقعان في الحب ويهربان معًا بحثًا عن الأرض التي تتوق إلى أن تطأها قدمها مرة أخرى.
التبعية في العصور الوسطى: يمكننا أن نرى كيف أن أورسو يستمع دائمًا إلى ما يقوله الكونت لأن عائلته مدينة له بالتبعية.
الحرب: جيش الكونت، مع أورسو في صفوفه، يدمر أراضي الفلاحين، ويقتل أي شخص يقف في طريقه.
الطبيعة: يقضي البطلان وقتهما في قلعة أورسو في الغابات والبساتين المحيطة، ويستمعان أو يقرآن ما تخبرهما به الأشجار والنباتات.

## الأسلوب الأدبي
يمكن اعتبار أرانمانوث أسطورة أو حكاية سحرية سواء من حيث طولها أو من حيث الطريقة التي تقترح بها نهج الرواية. بأسلوبها الحلو وتركيزها الدائم على تجارب حياة الطفلين، تكشف ماتوتي عن مشاعر الشخص في العملية من الطفولة إلى ما قبل البلوغ، فضلاً عن رد فعل الشخصيتين على البؤس والرعب النموذجي للعصور الوسطى. إن الخصائص الاستثنائية التي يتمتع بها الأطفال توفر منظورًا إضافيًا للقضية الكلاسيكية الحالية المتمثلة في عدم التسامح ورفض أولئك الذين يختلفون عنهم.